# Alla hästar hemma
Alla hästar hemma är en svensk humorserie som hade premiär den 11 november 2018 på SVT. Bakom serien Alla hästar hemma står den kvinnliga humorgruppen Stallet, som tidigare gjort bland annat TV-programmet Trettiplus.

## Produktion
I TV-serien varvas sketcher med inslag som leds av en gästande komiker. Varje avsnitt har en ny gästkomiker. De delarna är inspelade inför publik på en teater i Stockholm och tar fasta på komikernas personliga intressen.

## Medverkande
Huvudroller
| - Isabelle Riddez – Flera roller - Elin Thomasdotter Extor – Flera roller - Linn Mannheimer – Flera roller | - Isabella Posse Boquist – Flera roller - Anni Tuikka – Flera roller |

Gästroller
| - Teodor Abreu - Anna Blomberg - Johan Glans - Pia Johansson - Yvonne Lombard | - Peter Magnusson - Rachel Mohlin - Kristina "Keyyo" Petrushina - William Spetz - Mikael Tornving |